# Хазиев, Гадельгарей Закирович
 Хазиев Гадельгарей Закирович  (15 мая 1930, д. Старокалмашево) — ветеринарный врач, почётный академик АН РБ (1995), доктор ветеринарных наук (1982), профессор (1986).

## Биография
Хазиев Гадельгарей Закирович родился 15 мая 1930 года в д. Старокалмашево Чекмагушевского района РБ. Во время войны, когда мужчины ушли на фронт, вся тяжесть сельскохозяйственных работ легла на плечи женщин и мальчишек. Гадельгарей первую награду — медаль за доблестный труд в годы войны получил в 15 лет.
В 1953 году окончил Башкирский сельскохозяйственный институт.
Место работы: ветеринарный врач в Иглинском районе БАССР; научный сотрудник (1960—1965), заведующий отделом (1970—1982) Башкирской научно-производственной ветеринарной лаборатории; с 1963 г. инструктор Башкирского обкома КПСС; с 1965 г. заместитель директора БашНИИСХ; с 1982 г. — профессор, заведующий кафедрой Башкирского сельскохозяйственного института (БГАУ).
Область научных работ Хазиева: видовой состав гельминтов, эпизоотология гельминтозов домашних птиц Башкортостана. Он первым в республике изучал проблемы зооантропонозов.
Председатель специализированного совета по защите докторских диссертаций при Башкирском государственном университете (1947—1951).

## Труды
Хазиев Гадельгарей Закирович — автор 220 научных работ, в том числе 2 монографий, 4 учебников с грифом МСХ РФ, 5 авторских свидетельств на изобретения и патентов.
Гельминты домашних птиц отряда куриных в БАССР. М., 1968;
Антигельминтная эффективность фенотиазина, пиперазина, нилверма и баймикса при гетеракидозе. Будапешт, 1972;
Меры борьбы с инвазионными болезнями животных. Уфа, 1985.
Зооантропонозы и их профилактика. Уфа: Гилем, 1998.
Гельминты и гельминтозы птиц в Башкортостане и их профилактика. Уфа: БГАУ, 2002 (соавтор).
Введение в ветеринарную медицину. Уфа: БГАУ, 2004 (соавтор).

## Награды и звания
Юбилейная медаль имени академика К. И. Скрябина (1972). Медаль «За доблестный труд в годы ВОВ».